# Namenszug mit Diamanten
Das Ehrenzeichen Namenszug mit Diamanten war eine Auszeichnung im Königreich Hannover. Geehrt wurden Hofdamen für ihre Dienste bei Hofe. Stifter war der König Ernst August.

## Ordensdekoration
Die Ordensdekoration war eine Zusammenstellung der Initialen des Königs und seiner Frau und zeigte die mit Diamanten besetzten Buchstaben E.A.F.R. für Ernst August, Friederike Regus. Eine Krone fasste die Buchstaben. Am Kreuz des Reichsapfels auf der Kronenmitte war die Trageöse für das Ordensband befestigt.

## Ordensband und Trageweise
Die Auszeichnung wurde am blauen Kommandeursband des Guelphen-Ordens über die linke Schulter getragen.